# معهد أولسان الوطنية للعلوم والتكنولوجيا
جامعة أولسان الوطنية للعلوم والتكنولوجيا المعروفة أيضًا باسم UNIST هي واحدة من أربع جامعات حكومية (المعهد الكوري المتقدم للعلوم والتكنولوجيا، معهد غوانغجو للعلوم والتكنولوجيا ومعهد دايغو جيونغ بوك للعلوم والتكنولوجيا) مخصصة للبحث في العلوم والتكنولوجيا في كوريا الجنوبية. في وقت تأسيسها، عرف المهد بأنه أول جامعة وطنية في كوريا الجنوبية يتم دمجها وإدارتها من قبل مجلس أمناء مستقل على الرغم من تمويله من قبل الحكومة المركزية.
تأسس المعهد في عام 2007 استجابة للطلب المتزايد على التعليم العالي في العاصمة الصناعية الكورية أولسان، حيث صناعة البتروكيماويات والسيارات والسفن ذات الشهرة العالمية مثل هيونداي موتور، هيونداي للصناعات الثقيلة،(مجموعة إس كا).